# Свет (фильм)
«Свет» (нем. Das Licht) — драма режиссёра Тома Тыквера с Ларсом Айдингером и Николетт Кребиц в главных ролях, повествующий о повседневной жизни семьи Энгельсов из среднего класса в мире, который стал нестабильным. Премьера фильма состоялась 13 февраля 2025 года на 75-м Берлинском международном кинофестивале в секции Special Gala, а затем 20 марта 2025 года фильм вышел в прокат в Германии.

## Сюжет
Супруги Тим и Милена живут вместе со своими детьми-близнецами Фридой и Джоном, а также сыном Милены Дио. Живя под одной крышей, семья существует скорее как личность, чем как семья, связанная лишь обстоятельствами. Их хрупкая жизнь нарушается, когда в доме появляется Фарра, таинственная домработница из Сирии. Её присутствие бросает Энгельсам неожиданный вызов, открывая давно затаённые эмоции и скрытые истины. Однако у Фарры есть свой тайный замысел, который обещает навсегда изменить жизнь семьи.

## В ролях
- Ларс Айдингер — Тим Энгельс
- Николетт Кребитц — Милена Энгельс
- Эльке Бизендорфер — Фрида Энгельс
- Юлиус Гаузе — Йон Энгельс
- Элиас Элдридж — Дио
- Тала Аль Дин — Фарра
- Макс Крук — Ян Возняк
- Дэниел Грейв — Йозеф
- Руби М. Лихтенберг — Зази
- Анна Ширин Хабеданк — Эльза

## Производство
Основные съёмки начались 25 сентября 2023 года в Берлине, Кёльне и Найроби. Съёмки закончились 16 декабря 2023 года. По словам Тыквера, фильм хочет «бросить вызов спектру эмоций и соответствующим возможностям повествования». Персонажи были ему «очень знакомы».
Мировая премьера фильма состоится 13 февраля 2025 года в рамках 75-го Берлинского международного кинофестиваля, в специальном гала-вечере как фильм открытия. В Германии фильм выйдет в прокат 20 марта 2025 года.